# Hyperolius substriatus
Hyperolius substriatus är en groddjursart som beskrevs av Ahl 1931. Hyperolius substriatus ingår i släktet Hyperolius och familjen gräsgrodor. IUCN kategoriserar arten globalt som livskraftig. Inga underarter finns listade i Catalogue of Life.